# Психокульт
Психокульт — организация, практикующая психологический тренинг или психотерапию (психотехники), деятельность которой принимает формы влияния на участников, характерные для сектантства. Понятие «психокульт» имеет негативный характер и используется, как правило, с целью критики, борьбы или для дискредитации, также в контексте с антикультовым движением.

## Определения
Понятие «психокульт» использовали в разном контексте многочисленные авторы.
Морис Темерлин и Джейн Темерлин, Джон Хохман, Маргарет Сингер и Луис Джолион Уэст указали на возникновение нового явления: психотерапевтический культ. Врачи-культисты[неизвестный термин] используют различные комбинации принудительных, косвенных и обманных психологических техник, чтобы контролировать своих клиентов. Таким образом, эти врачи нарушили этические запреты против формирования зависимых и двойных отношений с клиентами, неправильного использования терапевтических методов и терапевтических отношений, приводящих к выгоде врача. Терапевтические культы могут быть результатом искажений или коррупций долгосрочной индивидуальной терапии, групповой психотерапии, массово-групповых тренингов осознания (МГТО, LGAT), групп личностного развития, или любое другое множество групп во главе с неспециалистами.
Понятие Psychokult(e) широко употребляется в немецкой литературе, встречаясь и в научных работах, и в официальных документах органов власти.
Среди российских авторов психокульты описывал специалист по психологии влияния Евгений Волков: «Организаторы этих тренингов используют те же методы скрытого психологического насилия, какие используют сектанты».
Психолог М. Вершинин в интервью «Первому каналу» определял психокульты так: «Виды сект, которые не используют религиозной риторики, но применяют техники, которые позволяют в течение трёх занятий сделать из вас полностью контролируемого человека, без наркотиков, без гипноза…»
Александр Дворкин, доктор философии, профессор ПСТГУ, Председатель Экспертного совета по проведению государственной религиоведческой экспертизы при Министерстве юстиции Российской Федерации давал определение: «Психокульт — это разновидность тоталитарных сект» (из интервью на канале ТВЦ). «Секты, организованные в виде психологических курсов или семинаров».
Понятие «психотерапевтический культ» в несколько другой интерпретации использовалось и в исследованиях психологов для описания нежелательных явлений в психотерапии.

## История исследований
Согласно Хохману, первое обсуждение вопроса «психотерапевтических культов» произошло в 1982 году, когда Темерлин и Темерлин исследовали и описали пять «странных» групп, лидеры которых, психотерапевты-практики, были для членов группы одновременно друзьями, коллегами, любовниками, работодателями, при этом члены группы также были специалистами в области психического здоровья. Использование понятия «психотерапевтический культ» было обосновано ими сходством с некоторыми религиозными группами, а также с признаками культа по словарю Вебстера:
1. система лечения болезней, сформулированная на основе догм или принципов способом, исключающим возможность научной проверки;
2. огромная или значительная приверженность каким-либо людям, идеям или организациям.

Авторы описали «когнитивную патологию» специфического группового жаргона, служащего для поддержания иллюзии знания, мудрости и личностного роста, а также исключения амбивалентности и неопределённости. Они пришли к выводу, что членство в психотерапевтическом культе является ятрогенно обусловленным негативным эффектом психотерапии.
Однако само понятие было введено на несколько лет раньше (1978), с выходом книги американского социолога Бейнбриджа «Власть сатаны: необычный психотерапевтический культ», в которой он описывал свой опыт включённого наблюдения в отколовшейся от «Церкви саентологии» «Церкви процесса последнего суда» (в то время — «Церковь Процесс»).
Боланд и Линдблум проанализировали литературу, описывающую традиционные практики групп, относимых к психотерапевтическим культам, и изучили то, как решаются в них вопросы психотерапевтической этики. В частности, рассматривались вопросы информированного согласия, двойственных отношений (ситуаций, когда терапевт имеет какие-либо ещё отношения с клиентом помимо терапевтических), автономии и независимости, компетентности терапевта и ограничений, финансовых практик, а также вопросов разрыва отношений и завершения работы. Противоречия с принятыми в профессиональной среде этическими нормами в тех сведениях, что сообщали наблюдатели, как правило выходили далеко за рамки спорных областей в этике. Авторы сочли, что в этих группах формируется структура практик и убеждений, полностью противоположных заложенным в основу традиционной психотерапевтической этики положений о защите автономии и частной жизни.